# Harald Garrecht
Harald Garrecht (* 7. Mai 1957 in Heidelberg) ist ein deutscher Bauingenieur und Werkstoffwissenschaftler.

## Laufbahn
Garrecht studierte Bauingenieurwesen an der Universität Karlsruhe und promovierte 1992. Seine Dissertation, betreut von Hubert K. Hilsdorf, hatte die Porenstruktur und den Feuchtehaushalt von Baustoffen zum Thema.
Von 1985 bis 1999 arbeitete Garrecht am Institut für Massivbau und Baustofftechnologie der Universität Karlsruhe, zunächst als Wissenschaftlicher Mitarbeiter, nach seiner Promotion als Oberingenieur und Akademischer Oberrat. 1999 wurde er Professor für Baustoffkunde, Bauphysik und Baukonstruktion an der Hochschule Karlsruhe – Technik und Wirtschaft und im folgenden Jahr Direktor des Zentralen Instituts für Angewandte Forschung der Hochschule; außerdem arbeitete er in der Leitung der Öffentlichen Baustoffprüfstelle. 2005 wurde er Prorektor der Hochschule, nahm aber bereits Ende des folgenden Jahres einen Ruf als Professor für Werkstoffe im Bauwesen an die Technische Universität Darmstadt an. Im April 2012 wechselte Garrecht an die Universität Stuttgart, wo er dasselbe Fach vertritt und zudem einer der Direktoren der Materialprüfungsanstalt Universität Stuttgart ist. Von April 2017 bis September 2019 war er zudem Dekan der Fakultät 2: Bau- und Umweltingenieurwissenschaften.

## Forschungsgebiete und fachliche Interessen
In der Baustoffkunde interessiert sich Garrecht besonders für die Wirkung von mechanischen Belastungen und umweltbedingten Einflüssen, die Entwicklung von umwelt- und ressourcenschonenden Werkstoffen, das Recycling von Abbruchmaterial sowie die Erhaltung und Sanierung von verbauten Werkstoffen. Besonderes Augenmerk legt er dabei auf besonders leistungsstarke Betonsorten.
Die Erhaltung und Wiederherstellung historischer denkmalschutzwürdiger Bauwerke, auch in bauphysikalischer Hinsicht, liegt Garrecht besonders am Herzen. 2013 wurde er zum 1. Vorsitzenden und Präsidenten der Wissenschaftlich-Technischen Arbeitsgemeinschaft für Bauwerkserhaltung und Denkmalpflege (WTA) gewählt.